# Bleibücher vom Sacromonte
Die Bleibücher vom Sacromonte (spanisch Plomos del Sacromonte bzw. Libros Plúmbeos) sind Bleitafeln synkretistischen Inhalts, die im ausgehenden 16. Jahrhundert und beginnenden 17. Jahrhundert im Stadtteil Sacromonte (damals Monte Valparaíso genannt) von Granada gefunden wurden. Außerdem wird ein einige Jahre zuvor gefundenes Pergament unter die Bleibücher subsumiert. In der deutschsprachigen Literatur ist auch von den Bleitäfelchen die Rede.

## Auffindung der Bleibücher
Beim Abriss des Torre Turpiana, des alten Minaretts der Hauptmoschee von Granada, an dessen Stelle die neue Kathedrale entstehen sollte, wurde am 18. März 1588 ein erster Fund gemacht. In einer Kiste mit Knochen befand sich ein Pergament in arabischer, lateinischer und spanischer Sprache. Einige Jahre nach der Auffindung des Pergaments wurden die eigentlichen Bleibücher auf dem Berg Valparaíso in den später als Santas Cuevas (Heilige Höhlen) bezeichneten Grabhöhlen aufgefunden. Insgesamt zählt man heute achtzehn Dokumente.

## Inhalte
Die Pergamente und Bleibücher spiegeln die Gelehrsamkeit ihrer muslimischen Verfasser. Neben der Kenntnis des Arabischen, Griechischen und Lateinischen – und natürlich des Spanischen als Umgangssprache – zeigen sie sich als durchaus bewandert in den christlichen Legenden der iberischen Halbinsel und vertraut mit katholischen Bräuchen wie dem Reliquienkult. Begleitet von „Reliquien“, z. B. den in einem Taschentuch aufgefangenen „Tränen der Jungfrau Maria“ und Gebeinen von Heiligen, beinhalten sie u. a. eine Darstellung des Martyriums des Stadtheiligen und Schutzpatrons von Granada, des heiligen Caecilius von Illiberis. Außerdem „prophezeien“ die Schriften die Ankunft des Propheten Muḥammad und auch Martin Luthers sowie ihre eigene Auffindung, womit sie dem Bischof von Granada schmeicheln wollen.

## Verfasserfrage
Als Kandidaten für die Urheberschaft der Dokumente werden von verschiedenen Forschern die moriskischen Gelehrten Alonso del Castillo und Miguel de Luna genannt. Beide arbeiteten für die Inquisition und hatten während des Moriskenaufstands als Übersetzer gearbeitet. Alonso del Castillo kam erst wenige Monate vor dem Auffinden des ersten Dokuments nach Granada zurück, nachdem er mehrere Jahre die arabischen Schriften im Escorial katalogisiert und zudem König Philipp II. als Übersetzer für seine Korrespondenz mit den marokkanischen Sultanen gedient hatte.

Der Historiker Julio Caro Baroja schreibt diejenigen Texte, die einen hohen Bildungsstand ihres Verfassers bezeugen, Alonso del Castillo und diejenigen, die einen etwas geringeren Bildungsgrad ihres Verfassers vermuten lassen, Miguel de Luna zu.

## Bedeutung

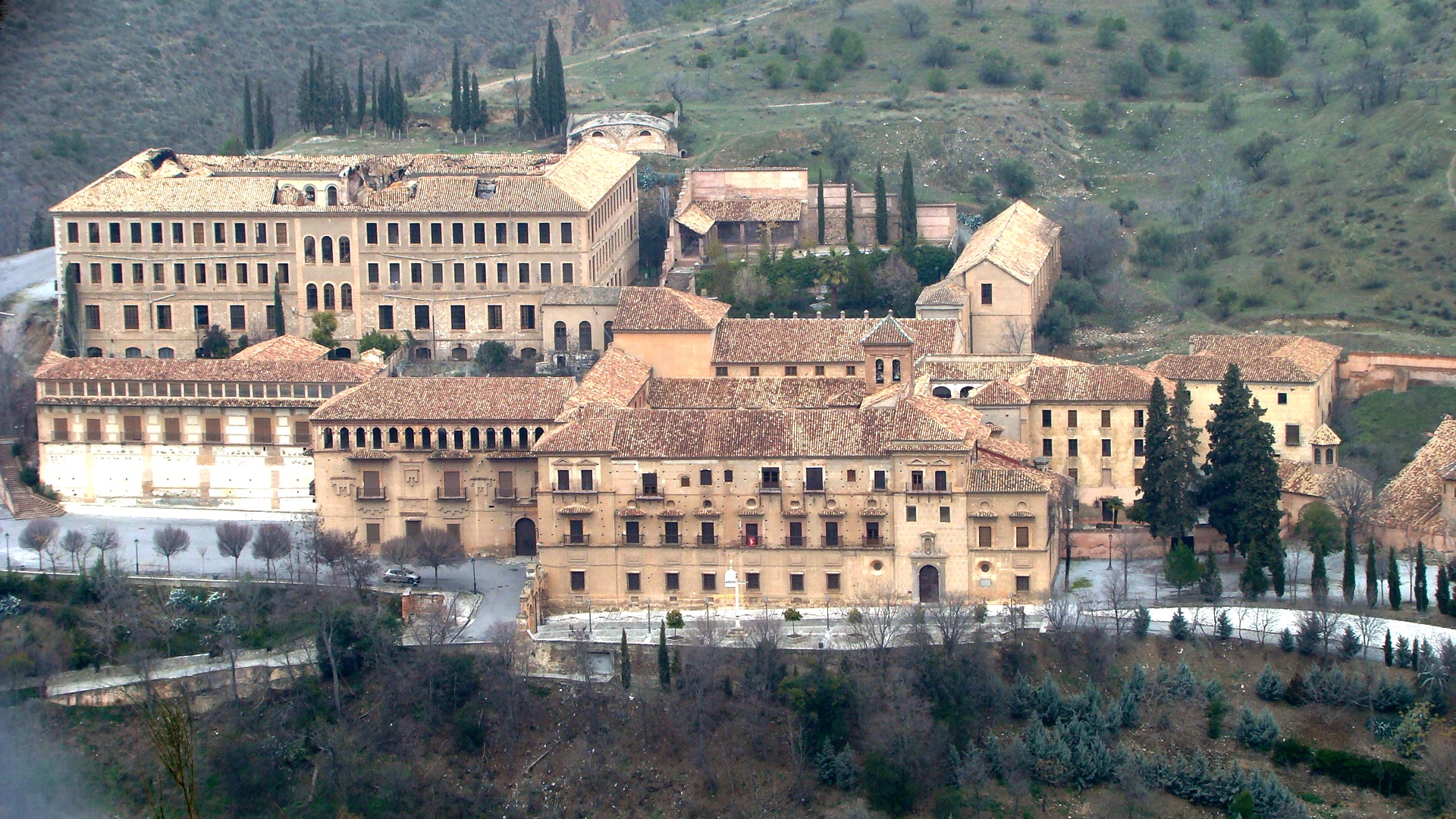
Die Abadía del Sacromonte vom Cerro del Sol aus gesehen.

Bevor die Bleibücher 1682 vom Vatikan als Fälschung verurteilt wurden, galten sie in Spanien als Fünftes Evangelium. Der Berg Valparaíso wurde in Sacro Monte umbenannt und es entstand über den Santas Cuevas eine große Abtei, die Abadía del Sacromonte.
Am 17. Juni 2000 beschloss der Vatikan, die Bleibücher der Kirche von Granada zurückzugeben. Der damalige Kardinal Josef Ratzinger war für das Protokoll verantwortlich. Die Bleibücher werden heute in der Abtei von Sacromonte aufbewahrt. Sie sind ein wichtiges Zeugnis des Kampfes der Morisken um ihre Anerkennung und ihren Verbleib in einem Klima der Verfolgung und Ausgrenzung, welche sie durch eine Versöhnung von Christentum und Islam zu erreichen suchten, wie auch ein Zeugnis der „existentiellen Spannungen zwischen moriscos, conversos und Altchristen“. Aufgrund dieser Strategie und der Mehrsprachigkeit der Dokumente werden heute arrivierte Morisken der granadinischen Oberschicht als Urheber der Bleiplatten gesehen. Die Fiktion einer arabischsprachigen christlichen Missionierung Spaniens machte aus den Cristianos Nuevos (Neuchristen), deren Christentum von Seiten der Cristianos Viejos (Altchristen) in Zweifel gezogen wurden, potentiell noch ältere Altchristen, als die kastilischen Altchristen selbst.

Neben ihrer gesellschaftsgeschichtlichen Bedeutung sind sie interessante Quellen für Sprachwissenschaftler verschiedener Disziplinen, wie der Hispanistik, der Arabistik und der Sprachkontaktforschung.

## Rezeption
Der spanische Schriftsteller Ildefonso Falcones gab in seinem Roman Die Pfeiler des Glaubens (orig.: La Mano de Fátima, Barcelona 2009) dem Verfasser der Bleibücher einen Namen und eine Geschichte.